# Cristilabrum primum
Cristilabrum primum är en snäckart som beskrevs av Alan Solem 1981. Cristilabrum primum ingår i släktet Cristilabrum och familjen Camaenidae. IUCN kategoriserar arten globalt som sårbar. Inga underarter finns listade i Catalogue of Life.